# Discografia di Fiona Apple
La discografia di Fiona Apple, cantautrice statunitense, comprende cinque album in studio, una raccolta e 16 singoli.

## Album

### Album in studio
| Anno | Titolo | Posizione massima | Posizione massima | Posizione massima | Posizione massima | Posizione massima | Posizione massima | Posizione massima | Posizione massima | Posizione massima | Posizione massima | Certificazioni                    |
| Anno | Titolo | US                | AUS               | CAN               | FRA               | GER               | IRE               | ITA               | NZ                | SWI               | UK                | Certificazioni                    |
| ---- | --- | ----------------- | ----------------- | ----------------- | ----------------- | ----------------- | ----------------- | ----------------- | ----------------- | ----------------- | ----------------- | --------------------------------- |
| 1996 | Tidal - Pubblicato: 23 luglio 1996 - Etichetta: Columbia Records, Work Group, Clean Slate - Formati: CD, LP, musicassetta, download digitale, streaming | 15                | 43                | —                 | 21                | —                 | —                 | —                 | 22                | —                 | —                 | - USA: Platino (3) - CAN: Platino |
| 1999 | When the Pawn... - Pubblicato: 9 novembre 1999 - Etichetta: Epic Records, Clean Slate - Formati: CD, musicasetta, download digitale, streaming          | 13                | 54                | —                 | —                 | —                 | —                 | —                 | —                 | —                 | 46                | - USA: Platino                    |
| 2005 | Extraordinary Machine - Pubblicato: 4 ottobre 2005 - Etichetta: Epic Records, Clean Slate - Formati: CD, LP, download digitale, streaming               | 7                 | 53                | —                 | 61                | —                 | —                 | —                 | —                 | —                 | —                 | - USA: Oro                        |
| 2012 | The Idler Wheel... - Pubblicato: 19 giugno 2012 - Etichetta: Epic Records, Clean Slate - Formati: CD, LP, download digitale, streaming                  | 3                 | 23                | 13                | 54                | 56                | 78                | 61                | 30                | 28                | 68                |                                   |
| 2020 | Fetch the Bolt Cutters - Pubblicato: 17 aprile 2020 - Etichetta: Epic Records, Clean Slate - Formati: CD, LP, musicasetta, download digitale, streaming | 4                 | 13                | 10                | 97                | 20                | 23                | 49                | 14                | 11                | 33                |                                   |

### Raccolte
| Anno | Titolo e dettagli |
| ---- | --- |
| 2006 | iTunes Originals – Fiona Apple - Pubblicato: 14 febbraio 2006 - Etichetta: Epic Records, Clean Slate - Formati: download digitale |

## Singoli

### Come artista principale
| 1996                                                                                          | Shadowboxer               | —  | 169 | —  | —  | Tidal                                         |
| 1997                                                                                          | Sleep to Dream            | —  | 159 | —  | 79 | Tidal                                         |
| 1997                                                                                          | The First Taste           | —  | —   | —  | —  | Tidal                                         |
| 1997                                                                                          | Criminal                  | 21 | 51  | —  | —  | Tidal                                         |
| 1997                                                                                          | Never Is a Promise        | —  | —   | —  | —  | Tidal                                         |
| 1998                                                                                          | Across the Universe       | —  | —   | —  | —  | Pleasantville: Music from the Motion Picture  |
| 1999                                                                                          | Fast as You Can           | —  | —   | 49 | 33 | When the Pawn...                              |
| 2000                                                                                          | Limp                      | —  | —   | —  | —  | When the Pawn...                              |
| 2000                                                                                          | Paper Bag                 | —  | —   | —  | —  | When the Pawn...                              |
| 2005                                                                                          | O' Sailor                 | —  | —   | —  | —  | Extraordinary Machine                         |
| 2005                                                                                          | Parting Gift              | —  | —   | —  | —  | Extraordinary Machine                         |
| 2006                                                                                          | Not About Love            | —  | —   | —  | —  | Extraordinary Machine                         |
| 2006                                                                                          | Get Him Back              | —  | —   | —  | —  | Extraordinary Machine                         |
| 2012                                                                                          | Every Single Night        | —  | —   | —  | —  | The Idler Wheel...                            |
| 2013                                                                                          | Pure Imagination          | —  | —   | —  | —  | N.D.                                          |
| 2020                                                                                          | Shameika                  | —  | —   | —  | —  | Fetch The Bolt Cutters                        |
| 2021                                                                                          | Love More                 | —  | —   | —  | —  | Epic Ten                                      |
| 2025                                                                                          | Heart of Gold cover       | —  | —   | —  | —  | Heart of Gold: The Songs of Neil Young, Vol.1 |
| 2025                                                                                          | Petrial (Let Her Go Home) | —  | —   | —  | —  | /                                             |
| "—" indica che l'opera non si è classificata o che non è stata pubblicata in quel territorio. |                           |    |     |    |    |                                               |

### Come artista ospite
- 2003 – Father And Son (con Johnny Cash)
- 2012 – You're the One I Love (con Sara Watkins)
- 2015 – Where I Ought to Be (Watkins Family Hour,Sara Watkins e Sean Watkins feat. Fiona Apple)
- 2019 – I Know (King Princess feat. Fiona Apple)
- 2019 – Don't Worry 'Bout Me (Jeff Goldblum feat. Fiona Apple)
- 2019 – 7 O'Clock News/Silent Night (Phoebe Bridgers con Fiona Apple e Matt Berninger)
- 2022 – (Remember Me) I'm the One Who Loves You(Watkins Family Hour con Fiona Apple
- 2022 - Where the Shadows Lie (Bear McCreary con Fiona Apple)
- 2024 – All in Good Time ( Iron & Wine con Fiona Apple)
- 2025 – Letter From An Unknown Girlfriend (The Waterboys con Fiona Apple)